# Port lotniczy Szymkent
Port lotniczy Szymkent – międzynarodowy port lotniczy położony w pobliżu Szymkentu w Kazachstanie.

## Linie lotnicze i połączenia
| Linia Lotnicza   | Kierunek |
| ---------------- | --- |
| Aerofłot         | 1. Moskwa-Szeremietiewo (powrót od 3 listopada 2023)                                                                            |

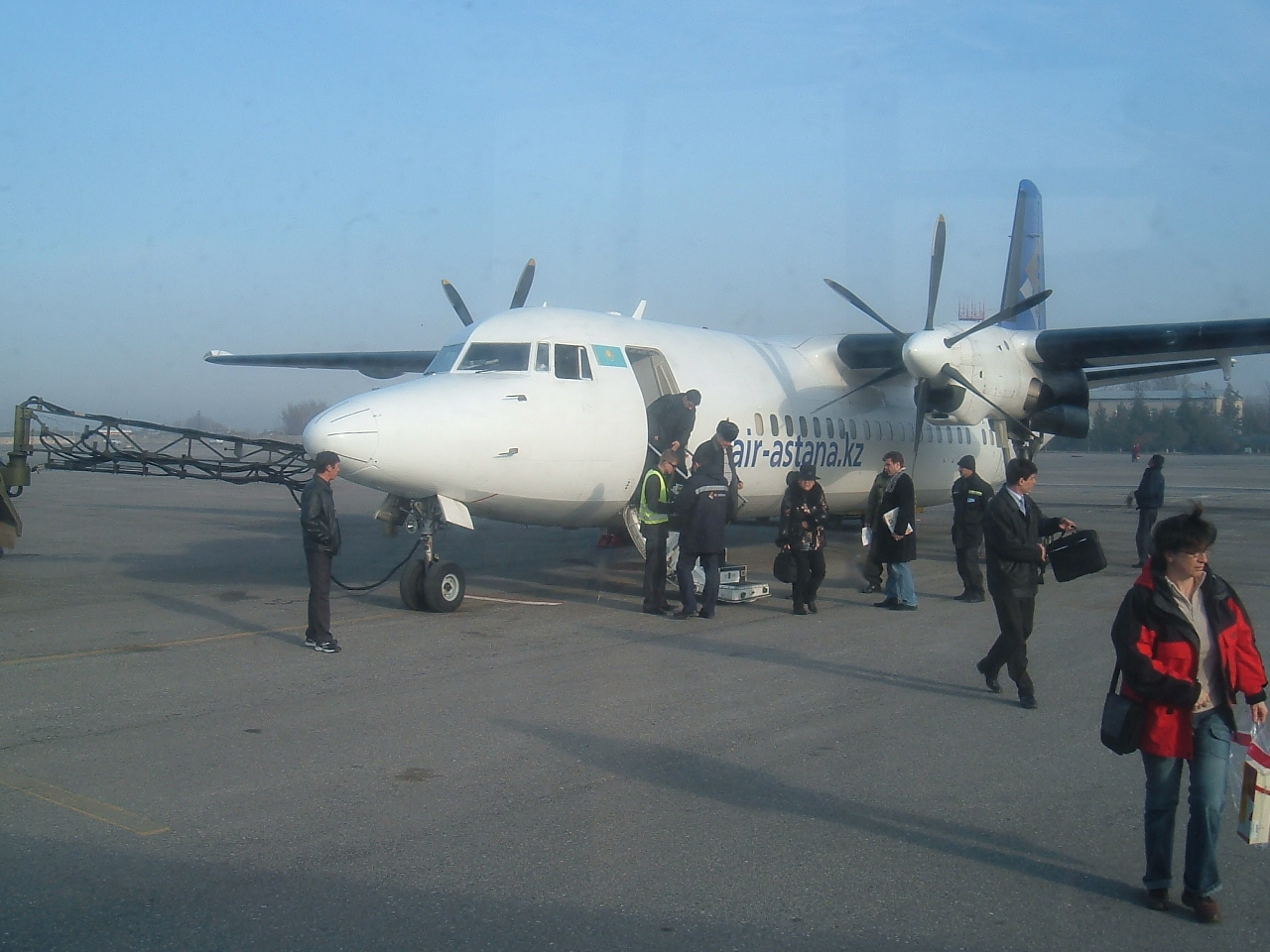
Fokker 50 należący do Air Astana w Porcie lotniczym Szymkent

| Air Astana       | 1. Ałmaty 2. Astana |
| FlyArystan       | 1. Ałmaty 2. Aktau 3. Aktobe 4. Astana 5. Atyrau 6. Delhi 7. Kutaisi 8. Ust-Kamienogorsk 9. Pawłodar 10. Karaganda 11. Kustanaj |
| Flydubai         | 1. Dubaj |
| Pegasus Airlines | 1. Stambuł-Sabiha Gökçen Sezonowo: 1. Antalya                                                                                   |
| Qazaq Air        | 1. Ałmaty 2. Astana 3. Atyrau 4. Żezkazgan                                                                                      |
| S7 Airlines      | Sezonowo: 1. Nowosybirsk |
| SCAT Airlines    | 1. Ałmaty 2. Aktau 3. Astana 4. Stambuł 5. Kokczetaw 6. Moskwa-Wnukowo 7. Pietropawłowsk 8. Ras al-Chajma                       |
| Sunday Airlines  | Sezonowe czartery: 1. Antalya 2. Phuket 3. Szarm el-Szejk                                                                       |
| Ural Airlines    | 1. Sankt Petersburg |